# Nord Lead

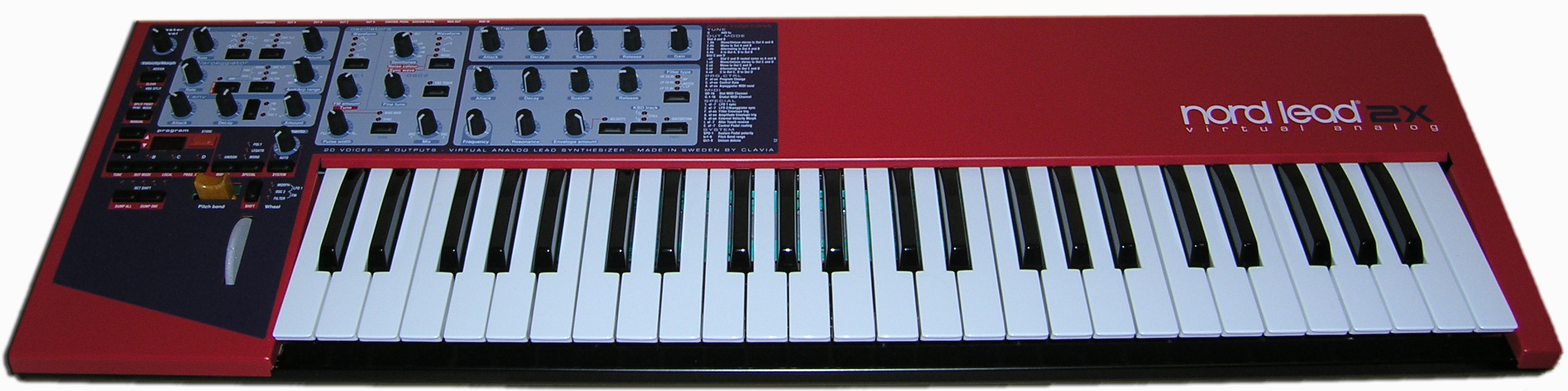
Nord Lead.

Nord Lead, virtuell analog synthesizer skapad av det svenska företaget Clavia DMI  1995. Nord Lead var den första virtuellt analoga synthesizern; den var även först med att efterlikna ljudet hos kända syntar som Sequential Circuits Prophet-5, Roland TB-303 och Minimoog, något som utvecklare av virtuellt analoga syntar tillämpar fortfarande idag.
En rackmonterad version av Nord Lead kallas Nord Rack.